# 아시리아 동방교회

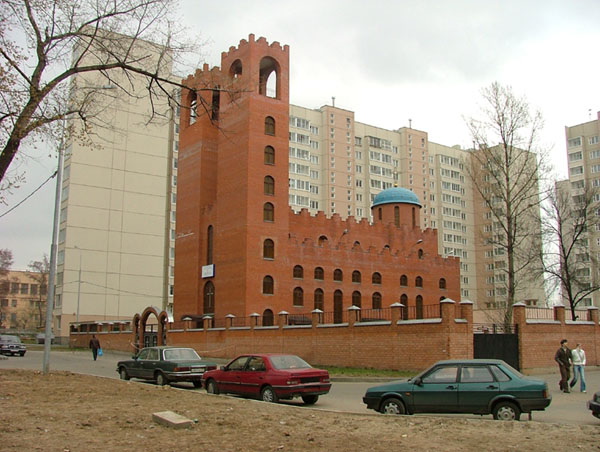

아시리아 동방교회(고대 시리아어: ܥܕܬܐ ܕܡܕܢܚܐ ܕܐܬܘܖ̈ܝܐ)는 네스토리우스파 기독교 또는 경교의 이념을 계승하는 기독교 교파이다. 아시리아 동방교회는 아시리아 교회, 아시리아 정교회, 아시리아 사도교회, 동방 아시리아 교회라고도 불린다.
신자는 주로 이라크에 분포하고 있고, 대주교구는 이라크, 오스트레일리아, 뉴질랜드, 시리아, 인도, 러시아에 분포해 있고, 캐나다, 미국, 이란에는 주교구가 설치되어 있다.

## 교회의 역사

### 초기 역사
428년에 콘스탄티노폴리스 총대주교였던 네스토리우스가 주장한 이성설, 곧 예수의 성질을 인성과 신성으로 나누어 이해하는 그리스도론이 431년에 개최된 에페수스 공의회에서 이단으로 결정되어 파문당하면서, 그의 추종자들은 주로 동방으로 선교를 강화하였다. 당시 네스토리우스파를 이단으로 여기던 동로마 제국과 적대적 관계였던 페르시아 제국의 역대 황제는 그들을 극진하게 보호하여 페르시아 영토 곳곳에 기독교 공동체가 존재하게 되었다. 그러나 446년에 페르시아 제국 내에서 15만여명에 달하는 네스토리우스 신자들이 학살을 당하는 사건이 벌어지면서, 신자들이 아라비아반도, 아나톨리아반도 및 중앙아시아 등지로 흩어져 버렸다.

### 동북아시아 및 동남아시아로의 전파
7세기 무렵에는 소그드인에게 네스토리우스교가 전파되고, 이들이 당시에 당나라 등지에서 상인으로 활동하면서, 중국 등지에서도 네스토리우스파 신자들이 생겨나, 경교라는 이름으로 알려졌고, 몽골 제국에서도 몽골 제국의 칸이었던 몽케 칸과 쿠빌라이 칸의 어머니인 소르칵티나 베키가 네스토리우스교 신자이기도 하는 등, 상당한 교세를 자랑하였다. 그러나, 이후에 현지의 이슬람교, 불교 등에 밀려 교세가 크게 위축되었고 설상가상으로 몽골 제국의 일원이었던 일 한국에서 몽골인 이슬람교도에 의한 네스토리우스파 신자들에 대한 대대적인 학살이 벌어지면서 네스토리우스교의 위세가 거의 사라져버렸다. 거기다가 14세기경에는 흑사병이 번져 중앙아시아의 네스토리우스파 공동체가 전멸하면서 중앙아시아와 동북아시아에서는 네스토리우스교가 종적을 감췄다.

### 신파와 구파의 분열
중앙아시아와 동북아시아에서의 교세의 감소로 인해 네스토리우스파 교회는 아라비아반도에서만 간신히 교세가 유지되었다. 이에, 중동의 네스토리우스파 공동체 내에서 총대주교를 선출직에서, 숙부-조카 간의 계승을 통한 세습직으로 전환하기로 결의하면서, 네스토리우스파 공동체가 총대주교좌의 계승권을 두고 로마 가톨릭의 연계를 부정하는 구파와 로마 가톨릭과의 연대를 주장하는 신파로 분열되어 버렸다. 신파는 한때, 스스로 로마 가톨릭의 일원임을 선언하여 신파의 총대주교가 가톨릭의 추기경으로 인정되고, 동방 가톨릭 교회의 일원이 되었다. 그러나, 구파 역시 로마 가톨릭의 일원임을 선언하고, 구파의 총대주교가 로마 가톨릭의 교황으로부터 추기경으로 임명을 받자, 신파 측에서 로마 가톨릭에서 탈퇴할 것을 결의하여, 신파는 오늘날의 아시리아 동방교회가 되고, 구파는 오늘날의 칼데아 가톨릭교회가 되었다.

### 아시리아 공화국건국 시도
하지만 아시리아 동방교회는 1843년에 인근의 쿠르드족과 무력 충돌이 일어나는 바람의 전체 신자의 20%가 살해당하는 비극을 겪었고, 제1차 세계 대전 중에 또다시 쿠르드족으로부터 대대적인 학살을 당하여, 교세가 더욱 위축되었다. 결국 아시리아 동방교회의 신자들은 아시리아인으로서 스스로 정체성을 정의하고, 아시리아 공화국을 건국하면서 오스만 제국으로부터 독립을 선언하였으나, 제1차 세계 대전 직후인 1919년에 창설된 국제 연맹은 아시리아 공화국의 존재를 부정하였고, 결국 당시에 신설된 이라크 왕국에 그대로 합병되었다.

### 총대주교의 망명과 귀환
1933년에는 시멜레 학살사건으로 총대주교가 이라크를 떠나 키프로스로 망명하여, 1940년 이후로는 총대주교좌가 미국의 시카고에 있었다. 이 무렵인 1976년에 아시리아 동방교회 역사상 최후로 숙질계승을 통해 착좌한 총대주교 시문 23세가 선종하였고, 선출을 통해 딩카 4세가 새 총대주교로 착좌했다. 딩카 4세는 1976년에 네스토리우스의 신학 이론을 폐기하기로 선언하였다. 2015년 3월 26일에 딩카 4세가 선종한 후, 새로 선출된 총대주교 게와르기스 3세는 총대주교좌를 이라크의 아르빌로 재이전할 것을 선언하여, 같은 해 9월 26일에 총대주교좌가 시카고에서 아르빌로 이전했다. 한편, 1964년에는 그레고리우스력 채택에 반대하는 파들이 동방 고대교회(시리아어: ܥܕܬܐ ܥܬܝܩܬܐ ܕܡܕܢܚܐ)를 이루어 분리되어 나갔다. 이 문제에 대해서는 두 교파 간에 재통합 논의가 이루어지고 있다.

## 같이 보기
- 기독교
- 네스토리우스
- 동방정교회
- 에페수스 공의회
- 칼케돈 공의회
- 오리엔트 정교회